# Donder - Volmaakte Geest
Donder - Volmaakte Geest is een gnostisch geschrift, dat in een Koptische vertaling onderdeel was van de vondst van de Nag Hammadigeschriften in 1945. Er moet een oorspronkelijk Griekse tekst zijn geweest, maar daar is nooit iets van gevonden. Het is de meest raadselachtige van alle bij Nag Hammadi gevonden teksten. Het is een monoloog van een vrouwelijke goddelijke gestalte die niet te identificeren toehoorders oproept om uit een staat van dwaasheid en onwetendheid terug te keren tot het  ware leven.
De monoloog bestaat voor het grootste deel uit paradoxale en antithetische uitspraken. De tekst heeft de vorm van een gedicht en bevat 245 versregels. De eerste twee daarvan luiden Ik ben gezonden door de Kracht en ik ben gekomen tot wie aan mij denken. Na de proloog  volgen een aantal uitspraken van de goddelijke gestalte die betrekking hebben op huwelijk en gezin. Het begin daarvan is 
 Ik ben de geëerde en de verachte
 Ik ben de hoer en de eerbare
 Ik ben de echtgenote en de maagd
 Ik ben de moeder en de dochter
 Ik ben de leden van mijn moeder  
 Ik ben de onvruchtbare en talrijk zijn mijn kinderen
 Ik ben vaak getrouwd en ik heb geen man
 Ik ben de vroedvrouw en zij die bevalt
Er volgen daarna – meestal opnieuw paradoxale – uitspraken over andere thema's, zoals verheven en onteerd, hemels en aards, wijs en dwaas, kennis en onwetendheid. Van een aantal regels is duidelijk, dat het handelt om de tegenstelling tussen de hemelse staat van de gestalte en situatie waar zij zich in haar aardse staat bevindt.

## Pogingen tot duiding
Het raadselachtige karakter van de tekst heeft op het vakgebied geleid tot nogal wat verschillende interpretaties. De woorden Donder en Volmaakte Geest komen behalve in de titel nergens meer in de tekst voor. Enkele onderzoekers zien in het gebruik van het woord Donder een joodse traditie waarin de donder als de stem van God wordt opgevat. De term  Ik ben gezonden door de Kracht en ik ben gekomen tot wie aan mij denken wordt later in de tekst gevolgd door het hanteren van de term  de Grote Kracht . Dat zijn uitdrukkingen die vooral gehanteerd werden door de volgelingen Simon Magus, die beweerde dat hij de Grote Kracht was.
Het grootste probleem bij de duiding van de tekst is dat daarin meerdere verschillende en afwijkende  tradities verwerkt zijn. Daarnaast kan het verhaal niet geplaatst worden in de bekende gnostische mythologische systemen.
De discussie op het vakgebied heeft zich vooral gericht op de identiteit van de goddelijke gestalte. Er zijn aanzienlijk meer openbaringstradities in religieuze teksten waarin een vrouwelijke goddelijke gestalte zich identificeert als een gezant van de hoogste God en dat doet in de Ik ben  – vorm. Ook in de gnostische literatuur komt dat voor in bijvoorbeeld Drie gestalten van de Eerste Gedachte.
Een ander voorbeeld zijn de lofprijzingen die meerdere auteurs uit de Oudheid de Egyptische godin Isis laten uitspreken. Nog meer voorbeelden zijn te vinden in de Bijbelse en joodse Wijsheidsliteratuur, zoals Wijsheid van Jezus Sirach, de De wijsheid van Salomo en Spreuken: 8. De goddelijke gestalte vertoont volgens een aantal onderzoekers dan ook enige overeenkomsten met de Bijbelse en vroegjoodse Sophia (Wijsheid). Het grote verschil blijft, dat in de laatste teksten alleen uitspraken in positieve zin worden gedaan en de goddelijke gestalte  in  Donder - Volmaakte Geest zich ook in uiterst negatieve termen omschrijft met een paradoxaal karakter.
Een aantal regels uit Donder - Volmaakte Geest komen op vrijwel identieke wijze voor in de duidelijk later geschreven gnostische geschriften  het Wezen van de Wereldheersers en de Oorsprong van de Wereld. Die worden daar geplaatst in de context van de gnostische exegese van het scheppingsverhaal. In het Wezen van de Wereldheersers wordt over de dan nog uitsluitend geestelijk aanwezige Eva opgemerkt: Want zij is mijn moeder; zij is de vroedvrouw en de echtgenote en degene die gebaard heeft.  Sommige auteurs duiden de goddelijke gestalte in Donder - Volmaakte Geest dan ook als de geestelijke Eva. Het blijft echter slechts een veronderstelling, dat de auteur van het geschrift ook werkelijk die interpretatie bedoelde.
Andere auteurs achten het waarschijnlijker dat de goddelijke gestalte de vrouwelijke manifestatie is van de gnostische hoogste Onkenbare God. In de gnostiek is het pleroma de benaming voor de volheid, de structuur en  verblijfplaats van de goddelijke wereld. Daarin is sprake van een hoogste God die vaak als de Vader wordt omschreven. De Vader ziet zich weerspiegeld in het lichtwater dat hem omgeeft en realiseert zich dat hij zichzelf ziet. Die gedachte verzelfstandigt zich en dat creëert de Moeder, vaak aangeduid als de Eerste Gedachte. In die interpretatie wordt de goddelijke gestalte in deze tekst met die Eerste Gedachte verbonden.
De oorspronkelijk Griekse tekst van dit geschrift kan niet preciezer dan de eerste of tweede eeuw gedateerd worden.